# Котёл (приток Вада)
Котёл — река в России, протекает по Пензенской области. Правый приток реки Вад.

## География
Река Котёл берёт начало неподалёку от посёлка Лесной Пачелмского района. Течёт на север, у села Котёл Вадинского района поворачивает на запад. Устье реки находится в 204 км по правому берегу реки Вад. Длина реки составляет 16 км, площадь водосборного бассейна — 89,4 км².

## Данные водного реестра
По данным государственного водного реестра России относится к Окскому бассейновому округу, водохозяйственный участок реки — Мокша от водомерного поста города Темников и до устья, без реки Цна, речной подбассейн реки — Мокша. Речной бассейн реки — Ока.
Код водного объекта в государственном водном реестре — 09010200412110000028265.